# Fahnennachtschwalbe

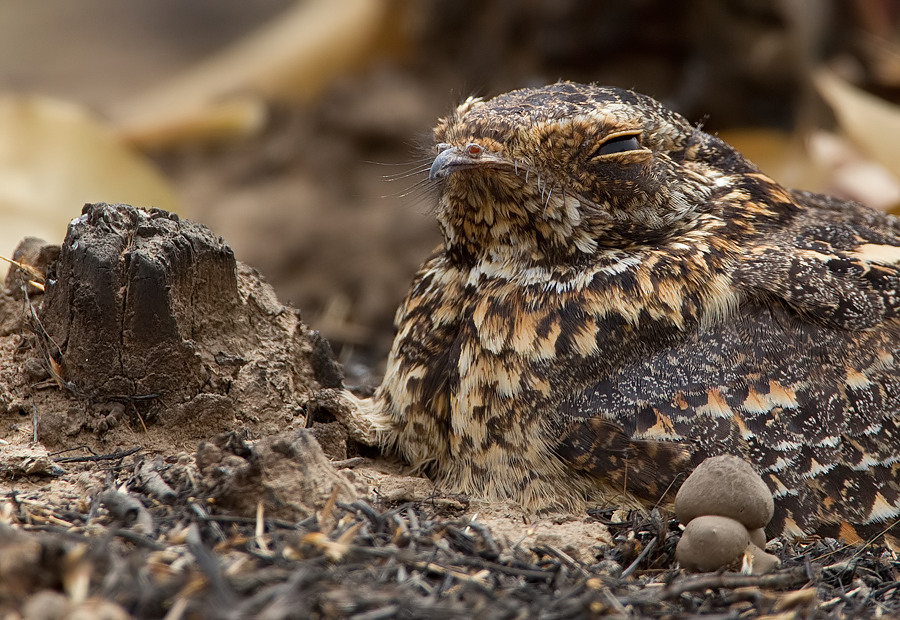
Nahaufnahme

Die Fahnennachtschwalbe (Caprimulgus longipennis, Syn.: Macrodipteryx longipennis) oder Flaggenflügel ist eine afrotropische Nachtschwalbenart, die nach den zur Brutzeit stark verlängerten inneren Handschwingenfedern des Männchens benannt ist.

## Merkmale
Die Fahnennachtschwalbe ist eine mittelgroße, braune bis grau-braune Nachtschwalbe. Auffällige weiße Flecken auf Flügel oder Schwanz fehlen. Das Männchen ist im Brutkleid durch die Prachtfedern unverwechselbar. Zusammen mit der Flaggennachtschwalbe (Caprimulgus vexillarius), die ähnliche Merkmale im Federkleid der Männchen zeigt, wurde die Fahnennachtschwalbe lange Zeit in eine eigene Gattung Macrodipteryx gestellt, aber nach molekulargenetischen Vergleichen ab 2010 wieder zur Gattung Ziegenmelker (Caprimulgus) gezählt.

## Vorkommen
Die Fahnennachtschwalbe brütet in West- bis Zentralafrika (Senegal bis Äthiopien). Außerhalb der Brutzeit zieht sie in die nördlicheren Savannen der Sahelzone und des Sudans. Sie bevorzugt dünn bewaldete Dorn- und Strauchsavannen.

## Verhalten
Die Fahnennachtschwalbe ist wie fast alle Nachtschwalben nacht- und dämmerungsaktiv. Den Tag verbringt sie am Boden sitzend, wo sie aufgrund ihrer guten Tarnung kaum zu entdecken ist.
Nach Einbruch der Dämmerung jagt sie Nachtfalter, Käfer und andere Fluginsekten. Es wurde auch beobachtet, dass sie von Waldbränden aufgeschreckte Insekten fängt.

## Fortpflanzung
Die bis zu 50 cm langen Zierfedern des Männchens bestehen aus einem langen, dünnen Schaft, der sich erst kurz vor der Spitze zu einer Fahne verbreitert. Mehrere Männchen und Weibchen versammeln sich in einer Arena, in der die Männchen ihren Balzflug mit vibrierenden Flügeln und aufgestellten Flaggenfedern vorführen. Nach der Paarungszeit fallen diese Prachtfedern wieder ab. Ein bis zwei Eier werden in einer leichten, natürlichen Mulde am kahlen Boden bebrütet.